# Francisco Dornelles
Francisco Oswaldo Neves Dornelles (Belo Horizonte, 7 de gener de 1935 – Rio de Janeiro, 23 d'agost de 2023) va ser un economista i polític brasiler afiliat al Partit Progressista.
Dornelles era, pel costat patern, cosí en segon grau del president Getúlio Vargas i nebot del governador de Rio Grande do Sul Ernesto Dornelles. Pel costat matern era nebot del president Castelo Branco i del president electe Tancredo Neves, i cosí en segon grau del senador i governador de Minas Gerais, Aécio Neves.

## Biografia
Doctorat en Dret per la Universitat del Brasil, actual Universitat Federal de Rio de Janeiro (UFRJ), va cursar un postgrau a la Universitat Harvard, on es va especialitzar en finances públiques i tributació. També va estudiar Finances Públiques en la Universitat de Nancy, França.
Va iniciar la seva carrera política treballant amb el seu oncle, Tancredo Neves. Després de la sortida de Tancredo del càrrec de President del Consell de Ministres (1962) es dedica a la carrera acadèmica. A partir de 1972, assumeix diversos càrrecs en el govern federal de la dictadura militar, on va arribar a secretari d'Hisenda el 1979. El 1985 fou designat Ministre de Finances per Tancredo Neves i ratificat per José Sarney, qui acabaria per assumir la Presidència després de la mort de Neves.
Va ser elegit diputat federal per primera vegada el 1986, escó que va guanyar en cinc eleccions legislatives consecutives. El 1986 s'havia presentat com a membre del Partit del Front Liberal, on hi va romandre fins al 1993, quan s'incorpora al Partit Democràtic Social. Entre 2007 i 2013 va ser nomenat president del partit, que llavors ja es denominava Partido Progressista (PP). Posteriorment va ser-ne president d'honor, fins a la seva defunció.
Va ser titular de la cartera d'Indústria i Comerç i de la de Treball sota la presidència de Fernando Henrique Cardoso.
El 2006 va ser elegit senador per Rio de Janeiro. Mesos abans d'extingir el seu mandat, va formar part de la candidatura guanyadora al govern estatal fluminense, en qualitat de vicegovernador. El març de 2016, degut a problemes de salut del governador Luiz Fernando de Souza "Pezão", Dornelles va assumir interinament el govern per set mesos. Precisament, va ocupar el càrrec de Governador en funcions durant els Jocs Olímpics de Rio. El novembre de 2018 va tornar a assumir el càrrec de governador en funcions per l'empresonament de Pezão en el marc de l'Operació Lava Jato, fins a la presa de possessió de Wilson Witzel el gener de 2019.
Francisco Dornelles va ser ingressat el maig de 2023 en l'Hospital Pró-Cardíaco, de Botafogo, on va el 23 d'agost, als 88 anys. La causa de la mort no va ser divulgada.

## Honors
En 1987, com diputat federal, Dornelles va ser admès a l'Orde del Mèrit de Portugal, amb el grau de Gran Creu. En 1999 va ser condecorat per Fernando Henrique Cardoso amb l'Orde del Mèrit Militar.